# Jos Nijsmans
Jozef Eugeen Bernard (Jos) Nijsmans (Vorst, 18 juli 1926 – Veerle, 29 juli 2005) was een Belgisch politicus.

## Levensloop
Beroepshalve was Nijsmans secretaris bij de Landsbond der Christelijke Mutualiteiten (CM).
In 1958 werd hij aangesteld als waarnemend burgemeester ter vervanging van Alfons Mondelaers te Vorst en na diens dood in 1959 werd hij aldaar benoemd tot burgemeester. Een mandaat dat hij zou uitoefenen tot de fusie van Belgische gemeenten in 1977. Eind jaren 80 volgde hij Ludo Helsen op als burgemeester van Laakdal toen deze gedeputeerde voor de provincie Antwerpen werd.